# Salacia grandiflora
Salacia grandiflora är en benvedsväxtart som beskrevs av Kurz. Salacia grandiflora ingår i släktet Salacia och familjen Celastraceae. Inga underarter finns listade.